# Limonius canus
Limonius canus är en skalbaggsart som beskrevs av Leconte. Limonius canus ingår i släktet Limonius och familjen knäppare. Inga underarter finns listade i Catalogue of Life.